# Oedignatha sima
Oedignatha sima är en spindelart som beskrevs av Simon 1886. Oedignatha sima ingår i släktet Oedignatha och familjen flinkspindlar.
Artens utbredningsområde är Thailand. Inga underarter finns listade i Catalogue of Life.